# Vestis virum reddit
 Vestis virum reddit  лат. (изговор: вестис вирум редит). Одјело чини човјека. (Марко Фабије Квинтилијан)

## Поријекло изреке
Изрекао, у првом вијеку нове ере, чувени Римски говорник Квинтилијан. “

## Тумачења
Постоје неколике латинске изреке које кажу да "Одјело не чини човјека", као и ова Квинтилијанова, да "Одјело чини човјека“. Како их је могуће истовремено цитирати и уважавати? Како могу истовремено бити истините, мада су опречно различите? То је зато што су и једна и друга истовремено истините: Тачно је да одјело не прави човјека, као ни капуљача монаха, а исто тако је тачно и да човјек прави одјело и то по својој мјери, у коме је у цијелости садржан. Значи истинито је и да "Одјело не чини човјека", као и да „Одјело чини човјека“.